# Astroceramus cadessus
Astroceramus cadessus är en sjöstjärneart som beskrevs av Macan 1938. Astroceramus cadessus ingår i släktet Astroceramus och familjen ledsjöstjärnor. Inga underarter finns listade i Catalogue of Life.